# Zenitni teleskop
Zenitni teleskop je astrometrijski teleskop za vrlo točno mjerenje razlika zenitnih daljina zvijezda i određivanje zemljopisne širine. Jednostavno postavljanje u vertikalnoj ravnini dopušta korištenje zrcala velike mase. Koristio se za mjerenje kolebanja zemljopisnog pola, što su danas preuzela mnogo točnija radioastronomska mjerenja položaja kvazara. Veliki zenitni teleskop s udubljenom površinom rotirajuće žive kao zrcalom (promjera 6 metara i mase oko 3 tone) izgrađen je 2004. u Kanadi (70 km istočno od Vancouvera). Koristi se za astrofizička promatranja (mjerenje crvenoga pomaka galaktika i kvazara, te za otkrivanje dalekih supernova).

## Zenitna daljina
Zenitna daljina (oznaka: z) je dio velike vertikalne kružnice, od zenita do mjesta na prividnoj nebeskoj sferi (nebesko tijelo), mjeren lučnom mjerom. Koristi se u horizontskom koordinatnom sustavu uz azimut za izračunavanje položaja nebeskih tijela. Mjeri se tako da se od 90° odbije kutna visina tijela.
Kutna visina (oznaka: h) je kut u središtu nebeske sfere koji se nalazi u ravnini okomitoj na ravninu obzora. Zamislimo li da je polumjer nebeske sfere jedinični, tada se kutna visina može odrediti i kao duljina luka na sferi, jer je u tom slučaju duljina luka brojčano jednaka pripadnom središnjem kutu. Isti postupak provodi se pri određivanju drugih sfernih koordinata. Kutna visina h je pozitivna iznad obzora i kreće se od 0° do 90°, a negativna ispod obzora, kada se kreće od 0° do -90°. Umjesto kutne visine h može se koristiti zenitna daljina z:
z = 90° - h

### Zenit
Zenit (prema arap. as-samt: smjer, put; hrv. tjemenište) je točka na prividnoj nebeskoj sferi, najviša iznad obzora (horizonta), kutna visina joj iznosi 90°. Određuje se s pomoću viska ili vodoravne plohe, tako što je smjer zenita okomit na vodoravnu plohu. Osim mjesnog ili zemljopisnog zenita određuje se i geocentrički zenit, koji se dobiva projekcijom pravca iz središta Zemlje kroz stajalište do nebeske sfere.
Nasuprot zenitu je nadir. Nadir (prema arap. naẓīr) je točka na nebeskoj sferi najniža pod obzorom (horizontom), nasuprot (antipod) zenitu, kutne visine –90°.

## Poveznice
- Astronomski instrumenti